# Martin Střítecký
Martin Střítecký (* 13. února 1978) je český baseballista, mnohaletý český reprezentant.

## Klubová kariéra
Jako dvanáctiletý začínal v Brně se softballem, později přešel k baseballu.  Je dlouholetým hráčem klubu VSK Technika Brno, hraje zde již šestnáct let. . V klubu jako jeden z nejzkušenějších hráčů působil jako kapitán, hrající trenér a v současné době jako hrající manažer. Hraje nejčastěji na pozici chytače či pálkaře. Největšího úspěchu s týmem dosáhl v roce 2011, kdy vybojoval extraligový titul a prolomil tak šestnáctiletou nadvládu hlavního rivala – brněnských Draků. K tomu navíc tým vybojoval účast v elitní kategorii Evropského Poháru. 
 V letech 2005, 2007, 2009 a 2010 zaznamenal nejvíce homerunů z celé extraligy. Je členem klubu homerunářů.

## Reprezentace
V národním týmu hrál na evropských šampionátech pravidelně od roku 2001, byl také nominován na Baseball World Cup 2005 a 2009.